# Orlando Open 2022
L'Orlando Open 2022 è stato un torneo maschile di tennis professionistico. È stata la 5ª edizione del torneo, facente parte della categoria Challenger 100 nell'ambito dell'ATP Challenger Tour 2022, con un montepremi di 106 240 $. Si è svolto dal 6 al 12 giugno 2022 sui campi in cemento dell'USTA National Campus di Orlando, negli Stati Uniti.

## Partecipanti

### Teste di serie
| Nazionalità | Giocatore           | Ranking* | Testa di serie |
| ----------- | ------------------- | -------- | -------------- |
| Stati Uniti | Jeffrey John Wolf   | 125      | 1              |
| Ecuador     | Emilio Gómez        | 151      | 2              |
| Stati Uniti | Christopher Eubanks | 156      | 3              |
| Australia   | Jason Kubler        | 159      | 4              |
| Stati Uniti | Michael Mmoh        | 175      | 5              |
| Turchia     | Altuğ Çelikbilek    | 179      | 6              |
| Stati Uniti | Bjorn Fratangelo    | 185      | 7              |
| Australia   | Rinky Hijikata      | 233      | 8              |

* Ranking al 23 maggio 2022.

### Altri partecipanti
I seguenti giocatori hanno ricevuto una wild card per il tabellone principale:
- Brandon Holt
- Aleksandar Kovacevic
- Ben Shelton

I seguenti giocatori sono entrati in tabellone con il ranking protetto:
- Andrew Harris
- Wu Yibing

I seguenti giocatori sono entrati in tabellone come alternate:
- Malek Jaziri
- Roberto Quiroz
- Denis Yevseyev

I seguenti giocatori sono passati dalle qualificazioni:
- Michail Pervolarakis
- Keegan Smith
- Adrian Andreev
- Martin Damm
- Matija Pecotić
- Gilbert Klier Júnior

## Campioni

### Singolare
Wu Yibing ha sconfitto in finale  Jason Kubler con il punteggio di 6(5)–7, 6–4, 3–1 rit.

### Doppio
Chung Yun-seong /  Michail Pervolarakis hanno sconfitto in finale  Malek Jaziri /  Kaichi Uchida con il punteggio di 6(5)–7, 7–6(3), [16–14].